# Eristalis alleni
La mosca de Paul Allen (Eristalis alleni) es un díptero de la familia de los sírfidos que se encuentra únicamente en los bosques de Costa Rica.

## Biología
Se conoce poco de su biología, pero la gran mayoría de los adultos se encuentran en asociación con flores del género Senecio.